# Henriette Lotaller
Henriette Lotaller (* 1954) ist eine ungarische Tischtennisspielerin, die 1972 und 1974 Europameister im Doppel wurde.

## Werdegang
Ihre ersten internationalen Erfolge erzielte Henriette Lotaller bei Jugend-Europameisterschaften, wo sie 1970 zusammen mit Eszther Juhos im Doppel siegte und 1971 im Einzel bis ins Halbfinale kam.
Bei den Erwachsenen bildete sie mit ihrer Partnerin Judit Magos ein erfolgreiches Doppel. So holte sie bei den Nationalen ungarischen Meisterschaften mehrere Titel: 1973, 1974 und 1976 im Einzel sowie 1971, 1972, 1974 und 1975 im Doppel. Mit dem Damenteam von Statisztika Petőfi SC wurde sie von 1968 bis 1976 neunmal in Folge ungarischer Mannschaftsmeister und gewann 1971 und 1972 den Europapokal.
Das Doppel mit Judit Magos gewann den Titel bei den Europameisterschaften 1972 und 1974, mit der ungarischen Nationalmannschaft wurde sie 1972 Europameister und 1974 Zweiter. Zweimal wurde Lotaller für Weltmeisterschaften nominiert, wo sie 1973 und 1975 im Teamwettbewerb auf Platz vier kam. 1975 belegte sie beim europäischen Ranglistenturnier TOP-12 Platz drei.
Mehrmals nahm sie an den Internationalen deutschen Meisterschaften teil. Hier erreichte sie 1973/74 das Endspiel im Doppel, das gegen Maria Alexandru/Miho Hamada (Rumänien/Japan) verloren ging. Im Mixed mit Gábor Gergely wurde sie 1971/72 Vierter.
In der ITTF-Weltrangliste wurde Lotaller Mitte 1975 auf Platz 23 geführt. 1976 beendete sie wegen einer Wirbelverletzung ihre aktive Laufbahn.

## Turnierergebnisse
| Verband | Veranstaltung                         | Jahr | Ort       | Land | Einzel     | Doppel    | Mixed     | Team |
| ------- | ------------------------------------- | ---- | --------- | ---- | ---------- | --------- | --------- | ---- |
| HUN     | Europameisterschaft                   | 1974 | Novi Sad  | YUG  |            | Gold      |           | 2    |
| HUN     | Europameisterschaft                   | 1972 | Rotterdam | NED  | letzte 16  | Gold      |           | 1    |
| HUN     | Jugend-Europameisterschaft (Junioren) | 1971 | Ostende   | BEL  | Halbfinale |           |           |      |
| HUN     | Jugend-Europameisterschaft (Junioren) | 1970 | Teeside   | ENG  |            | Gold      |           |      |
| HUN     | EURO-TOP12                            | 1976 | Lübeck    | FRG  | Scratched  |           |           |      |
| HUN     | EURO-TOP12                            | 1975 | Wien      | AUT  | 3          |           |           |      |
| HUN     | Weltmeisterschaft                     | 1975 | Calcutta  | IND  | letzte 16  | letzte 32 | letzte 16 | 4    |
| HUN     | Weltmeisterschaft                     | 1973 | Sarajevo  | YUG  | letzte 32  | letzte 16 | Qual      | 4    |